# Michael Ammann
Michael Ammann (* 17. April 1967 in Weiden (Oberpfalz)) ist ein deutscher Komponist, Improvisateur, Performer und Phonetiker. Seine Schöpfungen bewegen sich in den Feldern Raumklang, Filmvertonung, UKO, Forschung, Wellenfeldsynthese, Installation, Interaktion, Musik, Zufall.

## Leben
Michael Ammann wuchs in Lübeck und Bayreuth auf und lebt und arbeitet seit 1990 in Fürth. Zwischen 1982 und 1996 war er an diversen Avantgarde-Bandprojekten beteiligt. 1997 wurde Toen gegründet, ein interdisziplinär wirkendes Kollektiv (Künstler / Literaten / Tänzer / Klangkünstler / Komponisten), das sich innerhalb des Prinzips „acustic stimuli provoke uncontrolable mental projections“ vereint hat und verschiedenartige Performances, Konzerte, Soundsculptures im In- und Ausland hatte. Ab 1998 studierte Ammann an der Fachhochschule für Kunst und Design Hannover im Bereich Klangkunst bei Ulrich Eller; er setzte von 1999 bis 2004 seine Studien an der Akademie der Bildenden Künste Nürnberg im Bereich Kunst und Öffentlicher Raum fort und wurde 2002 Meisterschüler bei Ottmar Hörl.

## Verwendung der Wellenfeldsynthese
Diese neue Technik erzeugt mit einer großen Zahl von Lautsprechern ein Schallfeld, das einer originalen Schallquelle sehr nahekommt. Damit wird „akustische Holographie“ möglich. Dies wird bisher mit der 5-7-9-11.1 Surround Technik versucht, wie sie zum Beispiel in der Automobilindustrie oder in Multiplexkinos zum Einsatz kommt. Bei der Wellenfeldsynthese ist der Höreindruck nicht auf einen „sweet spot“, einen singulären optimalen Ort begrenzt, sondern die Wellenfronten erfassen den ganzen Raum. Mit Hilfe aufwendiger mathematischer Verfahren erzeugen 32 (64, 128....) Lautsprecher komplexe Klanglandschaften.
In Zusammenarbeit mit dem Lehrstuhl Multimediakommunikation und Signalverarbeitung der TU Delft, den T-Labs Berlin und der TU Berlin komponierte Ammann folgende Hörbeispiele und Kompositionen:
- LNdW Nürnberg 2006 Clinic - Amorph Fiction 1 Recycling 2 Der grüne Salon
- LNdW Berlin 2007 - Oral29
- AES Convention Amsterdam. Metropolis - Die Verwandlung

## Kritiken
Clinic Amorph Fictions

Eine interessante Produktion, auch im visuellen Design klar und eigenwillig.
(Hans-Ulrich Werner, WDR)
Die Sounds sind gut ausgewählt bzw. gestaltet. Ich denke, die Geräusche und Klänge erzeugen die geeigneten Assoziationen, das gewünschte Gefühl und die richtige Spannung. Man hört die Arbeit und das Fingerspitzengefühl bei der Produktion. Und alles ist sehr gut gesetzt bzw. gemischt. Die Atmosphäre ist gleichzeitig klar und dicht - und das ist sicher keine geringe Leistung.
Wem darf man dazu gratulieren?
Kennen Sie Derek Jarmans Blue (eine Art Hör-Film oder Film-Hören über die Zeit seiner AIDS-Erkrankung und beginnenden Erblindung)? Es gibt davon eine englische und eine deutsche Fassung. Das Werk ist wirklich beeindruckend - und ich denke, es ist keine Schande, wenn mich Ihr Projekt daran erinnert hat. Ihre Texte haben mich in Form und Zugriff vor allem an expressionistische gemahnt, an jene von Benn und Döblin beispielsweise.
(Dr. Max Ackermann, BR)
Text, Vortrag und Klang harmonieren in diesem außergewöhnlichen Hörstück miteinander und wissen zu überzeugen; man riecht förmlich die Mischung aus Desinfektionsspray und Urin, wenn man den sterilen und grotesken Stücken lauscht. „Amorph fictions“ ist eine gut gelungene Prosavertonung und sollte vor allem live, wenn sich das Publikum mit Flugzeug-Schlafbrillen in das Zentrum des Raumes legt, ein nachhaltiges Erlebnis sein.
(www.moderne-klangkunst.de)
Metropolis

„Uns haben die Sphärenklänge bspw. im Labor und im Kontext des Molochs überzeugt.“
Friedrich Wilhelm Murnau Stiftung (Wiesbaden Feb. 2008)
Peinigend wuchtige Klangwellen
Metropolis in der 5.1 Neuvertonung von Michael Ammann.
„Fritz Langs Stummfilm-Klassiker Metropolis von 1927 hat im Laufe der Zeit diverse Bearbeitungen erlebt, darunter die verschiedenartigsten Begleitmusiken. Nun hat der Fürther Komponist Michael Ammann eine Tonspur für den Zwei-Stunden-Streifen entwickelt, die mit den Konventionen der Stummfilm-Vertonung konsequent bricht - und gerade deshalb besonders aufregend wirkt. Michael Ammann, in Fürth lebender und über Fürths Grenzen hinaus bekannter Improvisator, Vokalkünstler und Komponist, setzt den diversen Musik-Adaptionen für Metropolis eine Welt der Geräusche, einen ganzen Kosmos irritierender Klänge entgegen. Ammann ist eine so puristische wie packende Version gelungen.“
Hans von Draminski (Fürther Nachrichten vom 17. März 2009)

## Werkverzeichnis
2010
- Metropolis 1927 - Tonfilm im Surroundformat 5.1 Neuvertonung des Stummfilms Metropolis von Fritz Lang
- Vampyr 1931/32 - Der Traum des Allan Grey 5.1 Neuvertonung des Stummfilms von Carl Theodor Dreyer
- The Fall of the House Usher 1928 - 5.1 Neuvertonung des Stummfilms von Jean Epstein
- Quadrophonia. Festival für experimentellen Klang und Musik - Prümmer/Hazard/Trump/Pieler/Weber/Ammann/Bierlein/Schlund/Winterstein
- Oral - Phonetisch generierte Kompositionen und Improvisationen
- Paarung 05 - Live 5.1 Recording Toen. Studio Fürth 2010 Weber/Schlund/Ammann

2009
- Generator 01 - Live Recordings K.I.K. Hannover 2009 Michael Ammann / Jörg Hufschmidt
- Paarung 04 - Live 5.1 Recording Toen. Studio Fürth 2009 Alexander v. Prümmer, Michael Ammann

2008
- The Third Eyeland. A fictional movie in quadrophonic surround sound - Beyerlein / Hufschmidt / Pieler / Michael Ammann

2006
- Okular - Kompositionen zu 'SENSES'. Tanzstück von Katja Prechtl und Tina Essl.
- Paarung 03 - LiveRecording vom 4. Hörkunstfestival Erlangen 2006 Ammann/Hufschmidt
- Paarung 02 - LiveRecording Toen.Studio Fürth 2006 Beyerlein/Ammann
- Paarung 01 - LiveRecording ExperimentierTheater Erlangen 2006 Pieler/Weber/Ammann

2005
- Clinic amorph fictions - Kompositionen aus dem Clinic Zyklus

2004
- Clinic amorph fictions - Hörstücke Heijko Bauer/Michael Ammann

2002
- Cinquette - Live Recordings 2002 A.d.B.K Nürnberg Toen feat. Pieler/Ammann (Fürth) Goethe-Institut: Hufschmidt/dDavid (Hannover)
- Toen Entauge - Studio Recordings zu Toen Sound Soap Pieler/Ammann

1999
- Toen Sound Soap 01-14 - Live Recordings 1999-2002 Ammann/Pieler und Gäste

## Ausstellungen
1997
- Hannover, Kultureinrichtung FAUST: 'Verbal'
- Montpellier, Le Carrier: 'The Amplifier'

1998
- Nantes, 'Le Locomotive du Bunker'

1999
- Hannover, Gleißarbeiten: 'Tumor' („It's allright, baby's coming back“)
- Nürnberg, Kunsthaus: 'DOM. Hau den Lukas!'

2000
- Erlangen, 1000-Jahr-Feier: 'Tranquilize Taxis'
- Porto, Aqua D'Agua: 'Mango'.
- Nürnberg, Galerie Lindig: 'Dreaming of a white christmas 2'

2001
- DSM, Public Design Award: 'Obdachlose als Werbefläche'
- FUERTHLINE, Service für moderne Kunst (Kuration und Konzeption)
- Berlin / Rathenow: 'Inter Lampe Gelb'
- Nürnberg, Z-Bau, JetztKunst: 'Kaiser/könig' (1. Preis)

2003
- Linz, Ars Electronica: CLINIC amorph fictions
- Nürnberg, Blaue Nacht: 'Eine Stadt Schwebt Blau'
- Frankfurt, Light & Building Messe, Siemens: 'Chill'

2004
- Berlin, Deutschlandradio: 'CLINIC amorph fictions'
- Leipzig, Buchmesse: 'CLINIC amorph fictions'
- Fürth, Städtische Galerie: 'CLINIC amorph fictions'

2005
- Erlangen, 3. Hörkunstfestival: 'CLINIC amorph fictions' (im Wellenfeldformat)
- Erlangen / Nürnberg, Lange Nacht der Wissenschaften: 'CLINIC amorph fictions' (im Wellenfeldformat)

2006
- Universität Erlangen / Technische Universität Delft (Niederlande): Neuvertonung von Szenen aus Metropolis von Fritz Lang im Wellenfeldformat
- Nürnberg, Blaue Nacht: 'Seitenwexel'
- Erlangen, Anatomisches Institut: 'CLINIC amorph fictions'
- Nürnberg, Okular: Kompositionen zu 'Senses' - Tanzstück von Katja Prechtl und Tina Essl
- Weissenohe, Premiere 'Oral'
- Erlangen, 4. Hörkunstfestival: 'Paarung' mit Jörg Hufschmidt
- Hannover, Kubus: 'Oral' Solo

2007
- Berlin, Lange Nacht der Wissenschaften: 'Oral29' Komposition im WFS Format
- Weissenohe / Fürth: 'Jukebox 01/02'

2008
- Erlangen / Nürnberg / Fürth: '3Eyeland'
- Fürth, KulturOrt Badstraße: 'Jukebox 03-06'
- Amsterdam, Metropolis: 'Die Verwandlung' im WFS Format (20 years WFS at 124th AES Convention)

2009
- Fürth, KulturOrt Badstraße: Jukebox07-14 ReaktorRadio Serial
- Fürth, BabylonKino: Uraufführung 'Metropolis – Tonfilm im Surround Format’
- Nürnberg, Blaue Nacht Nürnberg: 'Grüß Gott’
- Hannover: 'Generator' Experimentelles Konzert / KIK Kunst in Kontakt
- Fürth, EinLaden: fünf Aufführungen 'Der Stochastische Flipper’ Interdisziplinäres Kunstprojekt
- Nürnberg, Zentrifuge: 'Vampyr' Stummfilm Live-Vertonung
- Weissenohe, KunstRaum: 'Menschen in Nährlösung' Solo Surround Performing
- Fürth, EinLaden: 'The Fall of the House Usher' Stummfilm Live-Vertonung
- Jena, Landart Symposium: 'Solo Surround Audioprocessing'

2010
- Fürth, Babylon Kino Untergrund: 'Jukebox 15/16' ReaktorRadio Serial